# 天主圣三堂 (萨尔茨堡)
天主圣三堂 (德語：Dreifaltigkeitskirche)是一座罗马天主教教堂,位于奥地利萨尔茨堡天主圣三巷（德语：Dreifaltigkeitsgasse）14号。由约翰·伯恩哈德·费舍尔·冯·埃拉赫（Johann Bernhard Fischer von Erlach）设计。

## 历史
该堂建于1694–1702年。1699年，尚未完全完成的教堂举行了祝圣礼。该堂与同时建造的医院教堂（德语：Spitalskirche）是约翰·伯恩哈德·费舍尔·冯·埃拉赫在萨尔茨堡设计的最早的建筑物。他模仿了罗马的一些宗教建筑，特别是 弗朗切斯科·博罗米尼（Francesco Borromini）在纳沃纳广场（意大利语：Piazza Navona）设计的圣依搦斯殉道堂（義大利語：Chiesa di Sant'Agnese in Agone）。

## 内部
教堂内部是一个加长的椭圆形，顶部有巨大的穹顶，类似维也纳的圣嘉禄堂（Karlskirche），那同样也是费舍尔·冯·埃拉赫的作品。
堂内的大型穹顶壁画《圣母加冕》由 Johann Michael Rottmayr  绘于1697-1700年。